# Dywity (gmina)
Dywity – gmina wiejska w województwie warmińsko-mazurskim, w powiecie olsztyńskim. W latach 1975–1998 gmina położona była w województwie olsztyńskim.
Siedziba gminy znajduje się we wsi Dywity.
Według GUS, 31.12.2017 r. gminę zamieszkiwały 11 533 osoby. Natomiast według danych z 31 grudnia 2019 roku gminę zamieszkiwało 12 004 osób.
Gmina Dywity leży na Pojezierzu Olsztyńskim. Na jej obszarze znajdują się jeziora: Mosąg 53,3 ha; Bukwałdzkie 38,3 ha i Dywity 18,4 ha oraz rzeki Łyna, Wadąg, Kanał Spręcowo-Różnowo, Kanał Bukwałd.

## Struktura powierzchni
W 2002 roku gmina Dywity ma obszar 160,68 km², w tym:
- użytki rolne: 60%
- użytki leśne: 25%

Gmina stanowi 5,66% powierzchni powiatu.

## Demografia

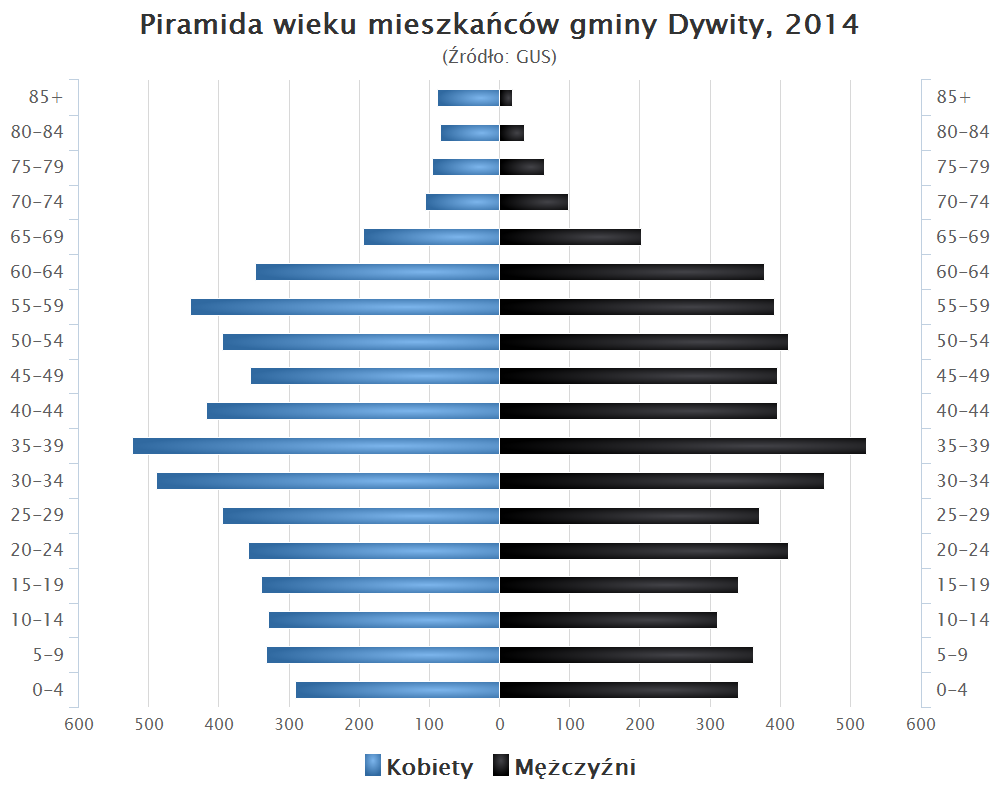
Piramida wieku mieszkańców gminy Dywity w 2014 roku

Wg GUS 30 czerwca 2004:
| Opis                              | Ogółem | Ogółem | Kobiety | Kobiety | Mężczyźni | Mężczyźni |
| --------------------------------- | ------ | ------ | ------- | ------- | --------- | --------- |
| jednostka                         | osób   | %      | osób    | %       | osób      | %         |
| populacja                         | 8689   | 100    | 4400    | 50,6    | 4289      | 49,4      |
| gęstość zaludnienia (mieszk./km²) | 54,1   | 54,1   | 27,4    | 27,4    | 26,7      | 26,7      |

## Ochrona Przyrody

### Pomniki przyrody
Na terenie gminy znajdują się następujące pomniki przyrody:
| Nr | Lokalizacja                                                             | Forma                      | Nazwa                                   | Obwód przy powołaniu [cm]   | Nr ew. | Akt prawny                                                 |
| 1. | leśnictwo Buki oddz. 41                                                 | głaz narzutowy             | granit szary grubokrystaliczny          | 950                         | 287    | R.XII.287/61 27.11.1961 r.                                 |
| 2. | 1,5 km od wsi Wadąg                                                     | grupa 4 głazów narzutowych | 2 granity granitognejs kwarcyt jotnicki | 400, 350 280                | 378    | RGŻL-op-378/84 30.03.1984 r.                               |
| 3. | Barkweda grodzisko-nieczynny cmentarz                                   | grupa drzew                | 3 dęby szypułkowe 3 lipy robnolistne    | od 385 do 590 od 260 do 480 | 401    | RGŻL-op-401/84 11.06.1984 r.                               |
| 4. | Nadleśnictwo Kudypy, 700 m na północ od elektrowni wodnej w Brąswałdzie | krzew                      | 7-pienny jałowiec pospolity             | od 30 do 40                 | 498    | Rozp. woj. Olsztyńskiego Nr 4 poz. 88 z 8.03.1989 r.       |
| 5. | leśnictwo Barczewko oddz. 208r, k. Słupów                               | pojedyncze drzewo          | dąb szypułkowy                          | 380                         | 825    | Dz. Urz. Woj. OlsztyńskiegoNr 20, poz. 202 z 8.09.1995 r.  |
| 6. | Słupy teren przedszkola "Pod Lipami"                                    | grupa drzew                | 5 lip drobnolistnych                    | od 246 do 390               | 958    | Dz. Urz. Woj. Warm.-Maz. Nr 152, poz. 2513 z 27.12.2001 r. |
| 7. | Spręcowo przy drodze krajowej Olsztyn-Bezledy                           | pojedyncze drzewo          | topola czarna                           | 470                         | 1161   | Dz. Urz. Woj. Warm.-Maz. Nr 134, poz. 1685 z 29.09.2004 r. |

### Obszary Chronionego Krajobrazu
Na terenie gminy znajdują się Obszar Chronionego Krajobrazu Doliny Środkowej Łyny.

### Obszary NATURA 2000
W gminie zlokalizowany jest obszar NATURA 2000 Warmińskie Buczyny (PLH280033) SOO.

## Sołectwa
Barkweda, Brąswałd, Bukwałd, Dąbrówka Wielka, Dywity, Frączki, Gady, Gradki, Kieźliny, Ługwałd, Myki, Nowe Włóki, Redykajny, Rozgity, Różnowo, Sętal, Słupy, Spręcowo, Tuławki

## Miejscowości bez statusu sołectwa
Bukowina, Dągi, Lipniak, Plutki, Szypry, Wadąg, Wopy, Zalbki

## Sąsiednie gminy
Barczewo, Dobre Miasto, Jeziorany, Jonkowo, Olsztyn, Świątki